# CL Brigada Internacional
No debe confundirse con la XIII Brigada Internacional, denominada en ocasiones como Brigada Dombrowski, igual que ésta.
La 150.ª Brigada Internacional, también conocida como Brigada «Dabrowski» o «Dombrowski» (en polaco: Dąbrowszczacy) fue una unidad militar que sirvió en las Brigadas Internacionales durante la guerra civil española. Estaba compuesta en su mayor parte por polacos pero también hubo un batallón compuesto por españoles y una sección de húngaros. Debe su nombre al militar polaco Jarosław Dąbrowski que luchó en la Comuna de París. 

## Historial
Tras el comienzo de las hostilidades en España contra la República debido a la sublevación militar, en Polonia, como en otros países occidentales, se organizó un movimiento de solidaridad con la República Española liderado por los sectores más izquierdistas del espectro político y con preponderancia de los comunistas. En ese ambiente, un pequeño número de polacos decidió acudir a España para luchar como voluntarios al servicio de la República a pesar de la hostilidad del gobierno polaco (hasta tal punto que los voluntarios tuvieron que salir clandestinamente del país). 
El primer grupo llegó en agosto de 1936 a Barcelona y constituyó la unidad de ametralladoras Dabrowski bajo el mando de Franciszek Pałka, e integrada en la centuria Comuna de París que marchó a combatir en el frente de Aragón, hasta que al constituirse las Brigadas Internacionales se establecen en Albacete donde forman el Batallón Dabrowski el 24 de octubre de 1936. Con esta unidad intervinieron en numerosas operaciones en los primeros meses de 1937.

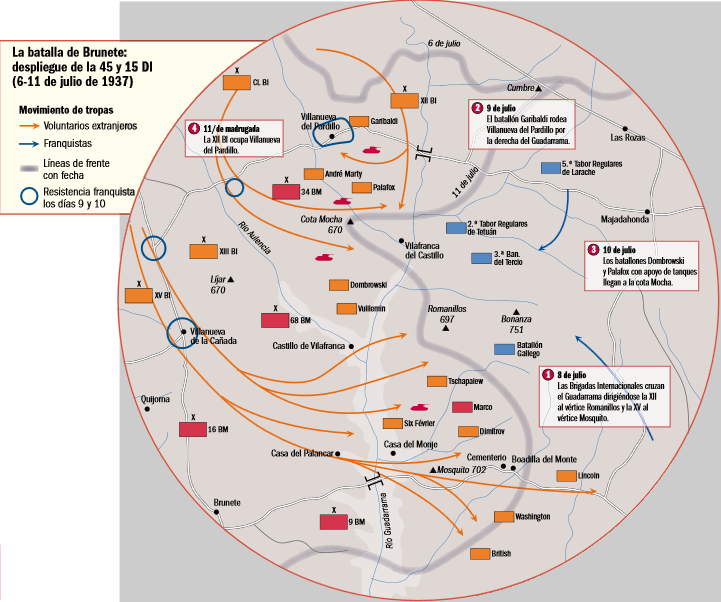
Avance de la CL Brigada Internacional en el inicio de la batalla de Brunete, julio de 1937.

El 27 de mayo de 1937 se crea una nueva brigada Dabrowski, oficialmente la 150.ª Brigada Internacional del Ejército Popular de la República, bajo el mando de Fernando Gerassi. Estaba formada por el antiguo batallón Dabrowski, un batallón franco-belga (el André Marty) y otro húngaro (Rakosi). Para cubrir las pérdidas del frente de Aragón en la Ofensiva de Huesca se integra un nuevo batallón polaco-español, el José Palafox. Participaría en la Batalla de Brunete en el mes de julio, encuadrado en la 45.ª División Internacional de Kléber. La brigada en aquel momento estaba compuesta por alrededor de 1.910 efectivos repartidos en 4 batallones. No obstante, no tuvo una buena actuación en los combates y sufrió numerosas bajas, quedando muy maltrecha al finalizar las operaciones en la zona. Debido a las bajas sufridas el 4 de agosto la Brigada fue disuelta y sus batallones repartidos entre otras unidades de las Brigadas internacionales (especialmente, la XIII Brigada Internacional, a donde fueron enviados la mayor parte de antiguos batallones).

### Conmemoración
Como reconocimiento a la labor de la Brigada Dombrowski, las autoridades comunistas polacas emitieron dos sellos dedicados a ella en 1946 y otro en 1966 y dos enteros postales, uno también en 1946 y otro en 1986.

## Organización
Durante su corta existencia por la Brigada pasaron una serie de batallones, en ocasiones procedentes de otras brigadas o reorganizados de nuevo:
- Batallón Dabrowski (Polacos).
- Batallón Djuro Djakovic (yugoslavos)
- Batallón André Marty (Franceses).
- Batallón Rakosi (Húngaros y Polacos).
- Batallón Adam Mickiewicz (Polacos).
- Batallón José Palafox (españoles y polacos).